# Irura (Spagna)
Irura è un comune spagnolo di 910 abitanti situato nella comunità autonoma dei Paesi Baschi.